# Sandino (Cuba)
Pour les articles homonymes, voir Sandino (homonymie).
Sandino est une ville et une municipalité de Cuba dans la province de Pinar del Río.

## Toponymie
Le territoire doit son nom au leader de la guérilla nicaraguayenne Augusto César Sandino.

## Géographie

### Ville de Sandino
La ville se trouve 238 km au sud-ouest de La Havane, 75 km au sud-ouest de sa capitale provinciale Pinar del Río et à environ 5 km à l'ouest de la baie de Guadiana (es). Elle est au nord de l'entrée vers la péninsule de Guanahacabibes.

### Municipalité de Sandino
Avec une surface de 1 711 km2, la municipalité est la plus grande de la province et la cinquième au niveau national, précédée en extension territoriale par Ciénaga de Zapata, Vertientes et Isla de la Juventud.
Elle inclut toute la péninsule de Guanahacabibes, dont le cap San Antonio donnant sur le canal du Yucatan et dernier point de Cuba à l'ouest, et la baie de Corrientes entre les deux caps de la péninsule ; elle inclut aussi toute la côte ouest et la moitié de la côte est de la baie de Guadiana (es) (ouvrant sur le golfe du Mexique au nord) ; et plus de un tiers de la baie de Cortés au sud-est, ouvrant sur la mer des Caraïbes. 
Vers l'intérieur des terres, elle est bordée au nord-est par Mantua et à l'est par Guane.
Il n'y a pas de rivières importantes sur le territoire : la plus grande est le Cuyaguateje (es) qui marque une partie de la limite de municipalité avec Guane.
Son territoire inclut le parc national de Guanahacabibes et la réserve de biosphère du même nom.

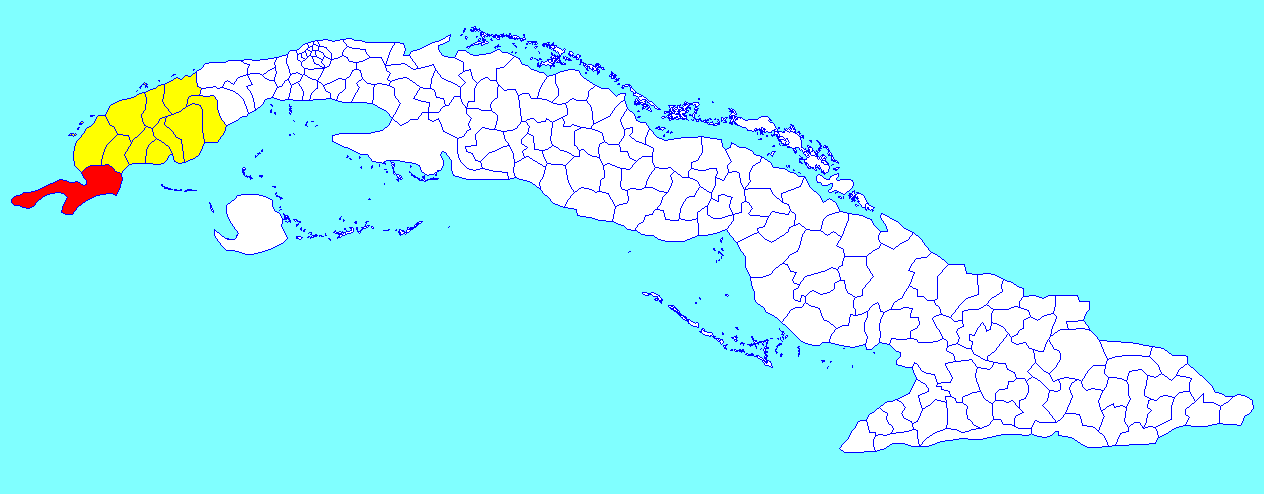
Municipalité de Sandino dans la province de Pinar del Río

### Divisions administratives
La municipalité de Sandino inclut huit consejos populares (les chiffres de population sont de 2011) :
- Sandino (9 873 habitants, 65,50 km2, 17 villages)
- Bolívar (1 890 habitants, 357,70 km2, 5 villages) ; dans le nord de la municipalité, à l'ouest de la baie de Guadiana (es)[10]
- Manuel Lazo (6 368 habitants, 48,60 km2,	12 villages) ; au sud-est de la baie de Guadiana (es)[11]
- Las Martinas (es) (5 692 habitants, 62,90 km2, 12 villages) ; dans le sud-est de la municipalité, environ 8 km O-S-O de Manuel Lazo[12]
- Cortés (5 874 habitants, 81,40 km2, 9 villages) ; sur la côte Est[13]
- Martí (1 628 habitants, 173,90 km2, 6 villages) ; sur la limite de municipalité à 10 km nord-est de Sandino[14]
- Pasada de Marín (4 051 habitants, 83,80 km2,	7 villages) ; sud-est, sur la route de Las Martinas à Cortés[15]
- Guanahacabibes (1 719 habitants, 844,40 km2,	5 villages)[16]

D'autres villages sont dispersés sur le territoire : Babineyes, Cayuco, Covadonga, La Conchita, La Fe, La Furnia, La Grifa, La Yana, Las Tumbas, Los Cayuelos, María la Gorda, Marina Cabo San Antonio, Roncali, San Julián, Santa Barbara, Valle San Juan… (mais Veinte de Mayo et Isabel Rubio, très proches, font partie de la municipalité de Guane).

### Voies de communication
Le village de La Fe situé sur la côte est de la baie de Guadiana (es), à environ 9 km au sud-ouest du bourg chef-lieu, est le point de départ de la Carretera Central, la route centrale qui parcourt l'île de Cuba d'ouest en est et mène à Baracoa dans la province de Guantanamo.
La route n° 22 relie La Bajada à La Fe, desservant au passage La Jaula, Valle San Juan, La Jarreta et Manuel Lazo.

La route 1-22 relie Manuel Lazo à Isabel Rubio (municipalité de Guane), faisant une grande boucle par le sud-est pour desservir El Carril, Las Martinas (es), Pasada de Marín, Covadonga, Babineyes, La Grifa, Cortés, San Ubaldo, Santa Bárbara et Las Catalinas.

Bolivar, très isolé au nord-ouest de Sandino, est desservi par une route venant de l'aéroport de la base San Julián à l'est de Sandino.

La route n° 1-2 relie La Fe à Manuel Lazo.

Une route longe la côte de la baie de Corrientes, du Cap San Antonio à María la Gorda - elle dessert donc presque toute la côte de la baie de Corrientes sauf les quelque 10 km km entre María la Gorda et la pointe du cap de Corrientes (un chemin de terre la prolonge le long de la côte).

De Valle San Juan une petite route descend jusqu'à la côte sud et long celle-ci sur environ 5 km.
De façon générale, la partie ouest de la municipalité est donc très peu desservie par route et très isolée - ce qui contribue à préserver son environnement naturel.

## Population
En 2022 la population de la municipalité est estimée à 35 437 habitants. Pour une surface de 1 711 km2, la densité est de 20,71 habitants/km².

## Histoire
Le territoire appartenait auparavant aux municipalités de Las Martinas (es), Mantua et Guane.
En novembre 1960 (enregistrée administrativement et économiquement à partir du 1erjanvier 1961) est créée une ferme de tabac appelée par le capitaine Pablo Fernández Alegre "Augusto César Sandino", du nom du  leader de la guérilla nicaraguayenne Augusto César Sandino. La communauté "Ciudad Sandino" est fondée sur les terres de cette ferme en 1964 — elle est inaugurée le 22 août 1964. La petite municipalité Sandino est créée en janvier 1965. En 1976, la nouvelle municipalité Sandino est fondée, incluant Las Martinas (es) et une grande partie de la municipalité de Guane.

## Sites archéologiques
Grotte de las Perlas à moins de 2 km au nord de La Bajada : outillage du Mésolithique (culture de chasseurs-cueilleurs avant l'agriculture) fait à partir du coquillage Strombus gigas